# Jaimee Fourlis
Jaimee Fourlis (Melbourne, 17 september 1999) is een tennisspeelster uit Australië, van Griekse komaf. Fourlis begon met tennis toen zij vijf jaar oud was. Haar favoriete ondergrond is gras. Zij speelt rechtshandig en heeft een tweehandige backhand.

## Loopbaan
In 2016 won Fourlis het ITF-toernooi van Perth.
In 2017 kreeg zij een wildcard voor het Australian Open, waarmee zij haar eerste grandslamtoernooi speelde.
In februari 2020 kwam zij binnen in de top 150 van het dubbelspel.
In januari 2022 kreeg Fourlis een wildcard voor het gemengd dubbelspel van het Australian Open, samen met landgenoot Jason Kubler – zij bereikten er de finale, die zij verloren van Française Kristina Mladenovic en Kroaat Ivan Dodig. In juni maakte zij ook in het enkelspel haar entrée tot de mondiale top 150, na het winnen van haar zevende ITF-titel (in Madrid).

## Posities op deWTA-ranglijst
Positie per einde seizoen:
| jaar | rang enkelspel | rang dubbelspel |
| ---- | -------------- | --------------- |
| 2015 | 934            | –               |
| 2016 | 427            | 1035            |
| 2017 | 327            | 917             |
| 2018 | 202            | 420             |
| 2019 | 248            | 245             |
| 2020 | 264            | 158             |
| 2021 | 323            | 194             |
| 2022 | 162            | 306             |

## Palmares
| Legenda                 |
| ----------------------- |
| Grandslamtoernooi       |
| Olympische Spelen       |
| Year-End Championships  |
| Premier Mandatory       |
| Premier Five / WTA 1000 |
| Premier / WTA 500       |
| International / WTA 250 |
| Challenger / WTA 125    |

### WTA-finaleplaatsen enkelspel
geen

### WTA-finaleplaatsen vrouwendubbelspel
| nr.              | finale     | toernooi     | ondergrond | partner    | tegenstandsters                   | score            |         |
| ---------------- | ---------- | ------------ | ---------- | ---------- | --------------------------------- | ---------------- | ------- |
| gewonnen finales |            |              |            |            |                                   |                  |         |
| 1.               | 2025-01-03 | WTA Canberra | hardcourt  | Petra Hule | Darja Semeņistaja Nina Stojanović | 7-5, 4-6, [10-6] | details |
| verloren finales |            |              |            |            |                                   |                  |         |
| geen             |            |              |            |            |                                   |                  |         |

### Finaleplaatsen gemengd dubbelspel
| nr.              | finale     | toernooi        | ondergrond | partner      | tegenstanders                  | score    |         |
| ---------------- | ---------- | --------------- | ---------- | ------------ | ------------------------------ | -------- | ------- |
| gewonnen finales |            |                 |            |              |                                |          |         |
| geen             |            |                 |            |              |                                |          |         |
| verloren finales |            |                 |            |              |                                |          |         |
| 1.               | 2022-01-28 | Australian Open | hardcourt  | Jason Kubler | Kristina Mladenovic Ivan Dodig | 3-6, 4-6 | details |

## Resultaten grandslamtoernooien
| Legenda | Legenda                          |
| ------- | -------------------------------- |
| g.t.    | geen toernooi gehouden           |
| l.c.    | lagere categorie                 |
| –       | niet deelgenomen                 |
| G       | uitgeschakeld in de groepsfase   |
| 1R      | uitgeschakeld in de eerste ronde |
| 2R      | uitgeschakeld in de tweede ronde |
| 3R      | uitgeschakeld in de derde ronde  |
| 4R      | uitgeschakeld in de vierde ronde |
| KF      | uitgeschakeld in de kwartfinale  |
| HF      | uitgeschakeld in de halve finale |
| F       | de finale verloren               |
| W       | het toernooi gewonnen            |
| w-v     | winst/verlies-balans             |

### Enkelspel
| toernooi        | 2017 | 2018 |    | 2022 |
| --------------- | ---- | ---- | -- | ---- |
| Australian Open | 2R   | 1R   | –  |      |
| Roland Garros   | 1R   | –    | –  |      |
| Wimbledon       | –    | –    | 1R |      |
| US Open         | –    | –    | 1R |      |

### Vrouwendubbelspel
| toernooi        | 2018 | 2019 | 2020 | 2021 | 2022 |
| --------------- | ---- | ---- | ---- | ---- | ---- |
| Australian Open | 1R   | 1R   | 2R   | 1R   | 1R   |
| Roland Garros   | –    | –    | –    | –    | –    |
| Wimbledon       | –    | –    | g.t. | –    | –    |
| US Open         | –    | –    | –    | –    | –    |

### Gemengd dubbelspel
| toernooi        | 2022 |
| --------------- | ---- |
| Australian Open | F    |
| Roland Garros   | –    |
| Wimbledon       | –    |
| US Open         | –    |